# René Maillard
Pour les articles homonymes, voir Maillard.
René Maillard est un compositeur français né le 8 avril 1931 à Bois-Colombes (Hauts-de-Seine), et décédé le 4 décembre 2012 à Nice (Alpes-Maritimes).

## Biographie
Après avoir étudié le violon et l’alto, René Maillard entre au Conservatoire national de musique où il obtiendra les premiers prix d’harmonie, contrepoint et fugue dans les classes de Marcel Samuel-Rousseau et Noël Gallon. Élève de Tony Aubin pour la composition, il se voit décerner un Second Grand Prix de Rome pour sa cantate « Le rire de Gargantua » en 1955 lors de son premier concours.
Il est alors engagé par EMI comme Assistant du directeur artistique « classique » René Challan, poste qu’il conservera jusqu’en 1960. Il sera notamment responsable des enregistrements d’artistes tels Samson François, Villa-Lobos, Paul Tortelier, Aldo Ciccolini. On peut trouver aujourd’hui ses enregistrements dans la collection « Les Introuvables ».
Malgré un accueil favorable de ses premières compositions, la dislocation du groupe « Pentacorde » et l’apparition de « l’épisode sériel » l’incitent à abandonner définitivement la musique. Il fera alors une carrière comme cadre supérieur dans une entreprise internationale.
Ses œuvres ont été jouées notamment par des artistes tels : Jean Hubeau, André Collard, Robert Quatrocchi, Hélène Pignari, Jean Della-Valle l’Orchestre de chambre de la radio dirigé par Louis de Froment, l’Orchestre de chambre de Versailles dirigé par Bernard Wahl. En 1960 le Festival d’Aix-en-Provence donnera la création de son Concerto da camera N°2 pour cordes sous la direction de Serge Baudo.
Après une interruption de quarante ans, Nicolas Bacri l’incite à revenir à la composition. Il accueillera ses œuvres aux concerts de l’association « Cantus formus ». Sur René Maillard Nicolas Bacri a écrit :
« …une nouvelle génération d’interprètes est en train de découvrir (son « œuvre), sensible au charme d’un discours tout à la fois dense et clair, « relevant d’un classicisme intemporel lequel, de Couperin à Dutilleux, « en passant par Roussel, a toujours été la marque des grands « musiciens français. »

## Œuvres

### Aux éditions Delatour France
- Sonate N°1 pour alto et piano
- Sonate N°2 pour alto et piano
- Trio à cordes
- Sonate pour violon et piano
- Petite suite pour 2 contrebasses
- « Le bal des champs » pour chœur à 3 voix, soprano solo et piano
- Prélude Aria et Fugue pour violoncelle et orgue
- « FEBRILITE » 3 mélodies sur des poèmes de Dominique Pagnier
- Hymne et Toccata pour orgue
- Toccata pour piano
- Concerto da camera N°1 pour cordes
- Concerto da camera N°2 pour cordes (Disque Naxos)
- Concerto grosso pour quintette à vents et orchestre à cordes (Disque Naxos)

### Aux éditions «Le Chant du Monde»
- Quatuor à cordes
- Quintette à vents
- Sonate en duo pour violons (disque TRITON)
- « Survivre après Hiroshima », cantate pour mezzo-soprano, chœur et orchestre.(disque NAXOS)
- Sonate pour orgue